# Yadi Ahmadi
Yadi Ahmadi (auch: Yadi Jadolla, * 4. April 1952; † 2001) war ein kurdischer Schriftsteller und Journalist.
Ahmadi war aktiv in der kurdischen Unabhängigkeitsbewegung, zuerst im Iran, dann in Istanbul. 1974 kam er nach Deutschland und ging 1978 schließlich aus Sicherheitsgründen in die Schweiz und nach Brasilien. Seine Publikationen verfasste Ahmadi in deutscher, später auch in portugiesischer Sprache.

## Werke
- Eule im Exil. Pinkus-Genossenschaft, Zürich 1985.
- Der blinde Beobachter. On-the-Road-Verlag, Basel 1986, ISBN 978-3-907183-01-4.
- Zwischen Hammer und Amboss. On-the-Road-Verlag, Basel, 1987, ISBN  978-3-907183-05-2.
- Hymne des Feuers. Yadi-Selbstverlag, Zürich 1989, ISBN 9783909175048.